# Adam von Schlieben

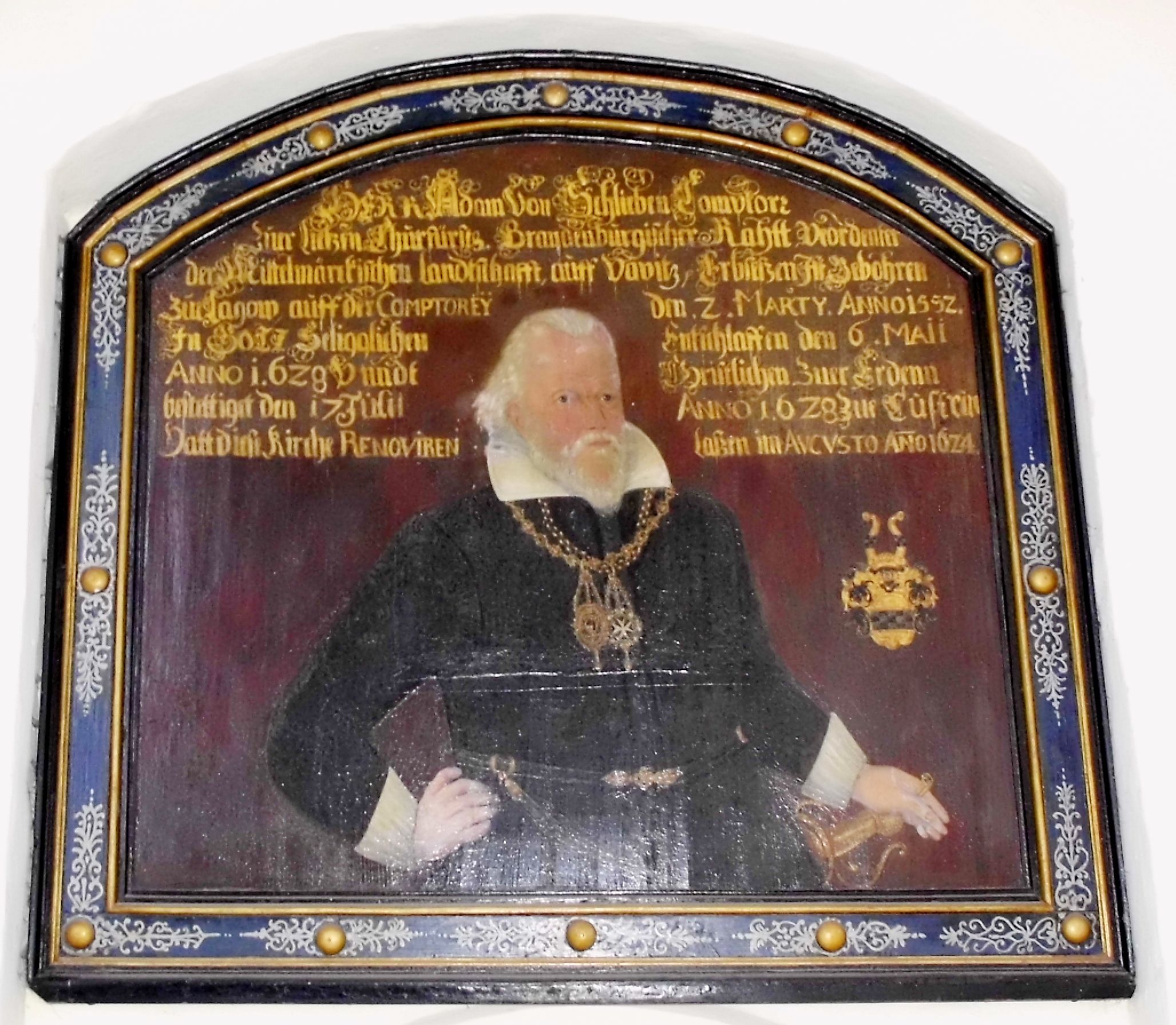
Epitaph in der Komtureikirche Lietzen für Adam von Schlieben, der die Kirche 1624 renovieren ließ

Adam von Schlieben (* 2. März 1552 in Lagow; † 6. Mai 1628 in Küstrin) war ein Geheimer Rat in der Mark Brandenburg. Bekannt war er als Reisender.

## Leben
Von Schlieben war ein Sohn des Andreas von Schlieben und seiner Ehefrau Klara, Tochter des Magnus von Schlieben aus dem Haus Wusterhausen-Beelitz.
Er studierte an der Brandenburgischen Universität Frankfurt und der Leucorea. 1573 wurde er Kammerjunker des Kurfürsten Joachim Friedrich (Brandenburg). Schon 1574 reiste er mit dem Grafen von Hohenstein zur Krönung des polnischen Königs Stephan Báthory. Er ging von Polen nach Frankreich, um dann in Frankfurt noch einmal die Juristerei zu studieren. Er wurde danach weiter auf diplomatische Mission geschickt, so 1578 nach Worms um die Rebellion in Holland zu beenden. Danach ging er auf seine große Reise.
Sein erstes Ziel war Madrid. Er reiste von Venedig, Rom, Genua, Marseille und Barcelona nach Madrid. Als er dort 1579 ankam wurde Don Pedro Barnegas di Cordoba als Gesandter zum Sultan von Marokko Muley Hamed geschickt. Schlieben schloss sich dem Tross an. Er blieb 13 Monate am Hof des Sultans dort und erhielt anschließend ein günstiges Empfehlungsschreiben. Sein Rückreise führte ihn von Portugal, Frankreich, Irland, England und Schottland nach Wien. Dort schloss er sich einer Gesandtschaft unter Leitung des Freiherren Friedrich von Breuner an, welche sich auf dem Weg nach Konstantinopel machte. Dort angekommen schloss er sich Bernhard von Herberstein und dem Nürnberger Geistlichen Salomon Schweigger an. Diese machten eine Wallfahrt über Ägypten nach Jerusalem. Dazu sollte er allerdings am katholischen Abendmahl teilnehmen, das er als Lutheraner nicht wollte. So erfand er folgende Notlüge: Die Reise sei eine Buße für einen Totschlag und er dürfe als Teil seiner solange auch nicht am Abendmahl teilnehmen. Offenbar war das für seine Begleiter einsichtig, Er kehrte dann über Zypern und Italien zurück. 1582 machte er eine weitere Reise in der Delegation des Fürsten von Anhalt nach Konstantinopel. Danach blieb er in Brandenburg. 1588 wurde er brandenburgischer Rat und Ritter des Johanniter-Ordens. Später wurde er auch Domherr und Dechant von St. Peter und Paul (Brandenburg an der Havel). Er war seit 1597 Komtur zu Lietzen, brandenburgischer Geheimer Rat und Verordneter der Mittelmärkischen Landschaft, Erbgesessen auf Papitz. Er starb 1628.

### Familie
Er war zweimal verheiratet. Er ging im Januar 1584 eine Ehe mit Anna Maria Heymen, Tochter des Christoph von Heymen (* 1567, † im Mai 1584), ein. Seine zweite Ehe schloss er im Jahr 1585 mit Barbara, geb. von Flans († 1631) aus Ziegesar. Sie war die Tochter von Caspar von Flanß und dessen Ehefrau Magaretha von Rohr aus dem Haus Schrepko. Von Schlieben wurde in Küstrin bestattet. Er hatte fünf Söhne und sechs Töchter:
- Maximilian († 7. Dezember 1678), Komtur von Lietzen ⚭ Lucia Maria von Trott zu Solz († 18. April 1674)
- Johann Ernst (* 1. Dezember 1586; † 23. Juli 1620), Komtur von Lietzen ⚭ 1615 Elisabeth von Broesigke, Tochter von Dietrich von Broesigke, Erbherr von Breitenfeld und Kammer
- Oktavian († 22. Februar 1620)
- Adam Friedrich († in Kairo), Reisender
- Elisabeth ⚭ 1608 Alexander von Rothenburg (* (1583) 1588; † 1653), Erbherr auf Beutnitz und Tornow, (⚭I Ursula Maria von Loeben)[3]
- Agnese ⚭ 1604 Dietrich von Broesigke (* 1573; † 1639) auf Ketzür[4][5]
- Clara ⚭ Henning von Goetze († 1634), kurbrandenburgischer Oberst, Erbherr auf Zehlendorf
- Sophia ⚭ 1612 Gabriel von der Weyde, Hauptmann der Ämter Zechlin, Lindow und Wittstock
- Margaretha
- Barbara Sabine († 3. Juli 1617)